# Loxophlebia davisi
Loxophlebia davisi là một loài bướm đêm thuộc phân họ Arctiinae, họ Erebidae.